# 더 롱 걸
《더 롱 걸》(영어: The Wrong Girl)는 2016년부터 현재까지 방영된 오스트레일리아의 드라마이다.